# Gornji Tomaš
Gornji Tomaš is een plaats in de gemeente Bjelovar in de Kroatische provincie Bjelovar-Bilogora. De plaats telt 95 inwoners (2001).